# Dickie Pride
Dickie Pride, pseudonimo di Richard Charles Kneller (Thornton Heath, 21 ottobre 1941 – 26 marzo 1969), è stato un cantante britannico.

## Biografia
Fu uno dei cantanti sotto contratto con la scuderia di artisti di Larry Parnes alla fine degli anni cinquanta. Dopo svariati tentativi di successo con la pubblicazione di alcuni 45 giri culminati con la pubblicazione di un 33 giri dal titolo Pride Without Prejudice nel 1961 per la Columbia Records, è stato abbandonato da Larry Parnes e la sua vita è passata da un problema di tossicodipendenza a un altro, tentando di formare diversi gruppi tra cui i Guvnors e i Sidewinders.
Nella sua carriera ha trovato il successo esclusivamente con il brano Primrose Lane, che entrò nella classifica britannica dei singoli più venduti.
Tuttavia, trovando un lavoro e qualsiasi tipo di successo commerciale che gli sfuggiva, cadde sempre più nella dipendenza da eroina e morì il 26 marzo 1969, a soli 27 anni, per un'overdose di sonniferi.

## Discografia

### Album in studio
- 1961 - Pride Without Prejudice (Columbia SCX 3369)

### Raccolte
- 1992 - The Sheik of Shake (See for Miles Records)
- 19?? - Slippin 'N' Sliding with Dickie Pride (Rigsby Records RIGCD-7752)
- 2010 - The Complete Dicki Pride (Peaksoft PEA009)

### EP
- 1959 - The Sheik of Shake (Columbia - SEG 7937)

### Singoli
- 1959 - Slippin' and Slidin/Don't Make Me Love You (Columbia DB 4283)
- 1959 - Frantic/Primrose Lane (Columbia DB 4340)
- 1959 - Fabulous Cure/Midnight Oil (Columbia DB 4296)
- 1960 - Betty Betty (Go Steady with Me)/No John (Columbia DB 4403)
- 1960 - Bye Bye Blackbird/You're Singing Our Love Song to Somebody Else (Columbia - DB 4451)